# Clelia
Clelia – rodzaj dużych węży z podrodziny ślimaczarzy (Dipsadinae) w rodzinie połozowatych (Colubridae). Specjalizują się w ofiofagii, czyli atakują i zjadają inne węże.

## Zasięg występowania
Rodzaj obejmuje gatunki występujące w Meksyku, Belize, Gwatemali, Hondurasie, Nikaragui, Kostaryce, Panamie, Kolumbii, Wenezueli, na Trynidadzie, Dominice, Saint Lucia, Grenadzie, w Gujanie, Gujanie Francuskiej, Brazylii, Ekwadorze, Peru, Boliwii, Paragwaju, Argentynie i Urugwaju. 

## Systematyka

### Etymologia
- Clelia: łac. Cloelia (pol. Klelia), legendarna postać kobieca związana z początkami Rzymu, która została schwytana przez etruskich najeźdźców i trzymana jako zakładniczka, ale udało jej się uciec przepływając przez Tyber[6].
- Brachyruton:  gr. βραχυς brakhus „krótki”; ῥυτων rutōn „kołnierz”[3]. Gatunek typowy: Coluber plumbea Wied-Neuwied, 1820.
- Barbourina: Thomas Barbour (1884–1946), amerykański herpetolog[4]. Gatunek typowy: Barbourina equatoriana Amaral, 1924.

### Podział systematyczny
Do rodzaju należą następujące gatunki:
- Clelia clelia (Daudin, 1803) – musurana[7]
- Clelia equatoriana (Amaral, 1924)
- Clelia errabunda Underwood, 1993
- Clelia hussami Morato, Franco & Sanches, 2003
- Clelia langeri Reichle & Embert, 2005
- Clelia plumbea (Wied-Neuwied, 1820)
- Clelia scytalina (Cope, 1867)